# Забродин, Евгений Григорьевич
Евге́ний Григо́рьевич Забро́дин (1907 — 1989) — советский дипломат. Чрезвычайный и полномочный посол.

## Биография
Член ВКП(б). Окончил Московский институт востоковедения (1935). На дипломатической работе с 1936 года.
- В 1936—1939 годах — сотрудник полпредства СССР в Японии.
- В 1939—1941 годах — сотрудник центрального аппарата НКИД СССР.
- В 1941—1944 годах — сотрудник посольства СССР в Японии.
- В 1944—1945 годах — сотрудник центрального аппарата НКИД СССР.
- В 1945—1948 годах — заместитель заведующего II Дальневосточным отделом НКИД (с 1946 — МИД) СССР.
- В 1949 году — заместитель генерального секретаря МИД СССР.
- В 1950—1953 годах — заведующий II Дальневосточным отделом МИД СССР.
- В 1954—1957 годах — советник Посольства СССР в Индонезии.
- В 1957—1958 годах — советник-посланник Посольства СССР в Японии.
- В 1958—1959 годах — на ответственной работе в центральном аппарате МИД СССР.
- С 27 июня 1959 по 20 июля 1965 года — чрезвычайный и полномочный посол СССР в Непале. Верительные грамоты вручил 4 октября 1959 года[1].
- В 1965—1967 годах — на ответственной работе в центральном аппарате МИД СССР.
- В 1967—1969 годах — генеральный консул СССР в Саппоро (Япония).
- В 1969—1970 годах — на ответственной работе в центральном аппарате МИД СССР.

## Награды
- орден Трудового Красного Знамени (5 ноября 1945)
- орден Красной Звезды (3 ноября 1944)